# SEA glasbruk
SEA glasbruk (dansk: SEA glasværk) var et glasværk i Kosta i Lessebo kommune, Kronobergs län i Småland i Sverige. 
SEA glasbruk, der blev grundlagt i 1956, lå i det område af Småland, der kaldes Glasriget. SEA glasbruk indgik i fusionen Orrefors Kosta Boda AB i 1990, der i 1997 blev overtaget af Royal Scandinavia og fra 2005 af New Wave Group AB.